# Il lungo nastro rosso
Il lungo nastro rosso (First They Killed My Father: A Daughter of Cambodia Remembers) è un saggio del 2000 scritto da Loung Ung, un'autrice cambogiana e sopravvissuta al regime degli khmer rossi e di Pol Pot. È un racconto personale delle sue esperienze durante gli anni dei Khmer rossi.
Fino all'età di cinque anni, Loung Ung ha vissuto a Phnom Penh, una dei sette figli di un funzionario governativo di alto rango. Era una bambina precoce che amava i mercati della città, i grilli fritti e le battaglie di galli. Mentre sua madre si preoccupava del fatto che Loung fosse una combinaguai, il suo amato padre sapeva che Loung era una ragazza intelligente.
Quando l'armata dei Khmer Rossi di Pol Pot presero Phnom Penh nell'aprile 1975, la famiglia di Ung fuggì dalla propria casa e si spostò di villaggio in villaggio per nascondere la propria identità, la propria educazione, la propria precedente vita privilegiata. Alla fine, la famiglia si disperse per sopravvivere. Poiché Loung era resiliente e determinata, fu addestrata come una bambina soldato in un campo per orfani mentre gli altri fratelli vennero mandati in campi di lavoro. Non appena il governo vietnamita penetrò in Cambogia, distrutti i Khmer Rossi, i fratelli sopravvissuti, lentamente, si riunirono. Sostenuta dal coraggio scioccante di un fratello, la visione degli altri e sostenuta dalla gentilezza di sua sorella in mezzo alla brutalità, Loung si è forgiata una nuova vita coraggiosa.

## Adattamento cinematografico
Il libro è stato adattato come un film prodotto e diretto da Angelina Jolie. La première del film si è svolta il 18 febbraio 2017 a Siem Reap, in Cambogia.
"Il cuore del film è la storia di Loung" dice la Jolie in una clip. "È la storia di una guerra vista attraverso gli occhi di una bambina, ma è anche la storia di un paese". Per costruire un ritratto accurato del genocidio e della guerra, Jolie ha usato solo attori cambogiani che parlano il loro linguaggio nativo, Khmer. Ha raccolto centinaia di sopravvissuti e i loro figli per ricreare le loro storie. Le riprese del film sono state effettuate in Cambogia.